# Іванов Юрій Іванович (політик)
Ю́рій Іва́нович Івано́в (*30 січня 1944)  — голова Вінницької облдержадміністрації (1999—2002), голова Вінницької обласної ради (2002—2006).

## Життєпис
Народився 30 січня 1944 року в місті Свободний (тоді Хабаровського краю, нині це Амурська область, Росія).
У 1972 року закінчив Одеський інженерно-будівельний інститут, за фахом інженер-будівельник.
Депутат Вінницької обласної ради 3-го, 4-го та 5-го скликань.
З листопада 1999 по 2002 — голова Вінницької обласної державної адміністрації.
З квітня 2002 по квітень 2006 — голова Вінницької обласної ради, заступник представника України в Інституційному комітеті Конгресу Ради Європи.
Президент Асоціації підприємств «Вінницятеплоенерго»

## Нагороди
- Медаль «За доблесну працю. На ознаменування 100-річчя з дня народження В. І. Леніна» (1970).
- Орден «За заслуги» III (2000), II ступенів (січень 2006)[1].
- Почесна грамота Кабінету Міністрів України (2003)[2].
- Відзнака Президента України — ювілейна медаль «25 років незалежності України».[3]